# Complex d'Al-Àixraf Barsbay
El complex del soldà al-Àixraf Barsbay (àrab: مجموعة السلطان الأشرف برسباى, majmūʿat as-sulṭān al-Axraf Barsbāy) o mesquita i khànqah del soldà al-Àixraf Barsbay (àrab: مسجد وخانقاه السلطان الأشرف برسباى, masjid wa-ẖānqāh as-sulṭān al-Axraf Barsbāy) és un conjunt d'edificis religiosos i funeraris islàmics del Caire, a Egipte, format per una madrassa, un mausoleu, un sabil i un kuttab. Forma part del conjunt arquitectònic conegut com a Caire Històric, declarat Patrimoni de la Humanitat per la UNESCO. Porta el número 175 del catàleg de monuments islàmics gestionat pel Consell Suprem d'Antiguitats. Està situat a l'antiga ciutat fatimita, al carrer d'al-Muïzz.

## Història

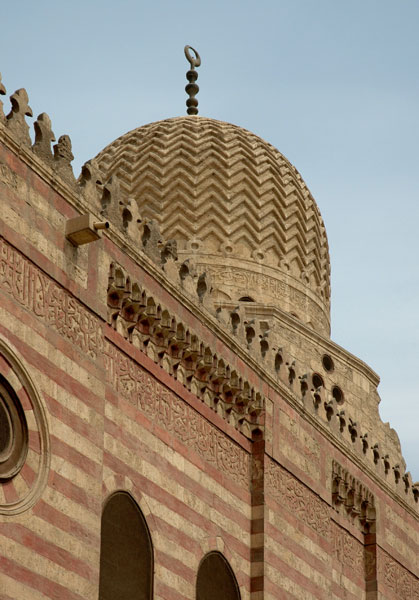
Cúpula del mausoleu

Barsbay era un mameluc del soldà al-Muàyyad Xaykh (1412-1421), època en què va ser governador de Trípoli, que va aconseguir arribar al poder i governar entre el 1422 i 1438. Ja com a soldà, va manar construir, entre el 1423 i 1424, una madrassa complementada amb el seu propi mausoleu i un sabil i un kuttab. Finalment el soldà no va ser enterrat en aquest lloc, el seu cos reposa en un altre complex que es va aixecar el 1432 al Cementiri Nord i aquesta tomba va ser utilitzada per membres de la seva família: la seva esposa Fàtima Aixrafiya i el seu fill Muhàmmad.
Aquesta madrassa (ara mesquita) tenia també una part de residència pels estudiants, un total de seixanta alumnes distribuïts en les quatre escoles ortodoxes de dret islàmic (màdhhabs): vint places per estudiants hanafites, vint més pels xafiïtes i deu més per a cada una de les altres escoles, la hanbalita i la malikita.

## L'edifici
L'edifici es desenvolupa al voltant del gran pati central, quadrat, amb quatre iwans de dimensions diferents, el més gran i principal orientat a l'alquibla que dona al carrer, tot i no tenir la mateixa alineació. En un dels costats d'aquest iwan hom troba el mausoleu, de reduïdes dimensions, cobert amb una cúpula de pedra i que curiosament no té mihrab degut a la manca d'espai. A l'altre costat, el portal d'entrada, ben decorat exteriorment amb pedra de tons negres, blancs i rogencs. Aquest portal dona a un vestíbul i un corredor que porta al pati central i a les fonts d'ablucions. Al costat d'aquesta entrada hi ha el sabil i el kuttab.
Entre la portada i l'iwan principal es troba la base del minaret: de planta quadrada, té un primer nivell amb quatre finestres amb balcons sobre mocàrabs. Aquest cos quadrat acaba amb una balconada perimètrica també suportada per mocàrabs. Des d'aquí el minaret es fa cilíndric, decorat exteriorment amb relleus geomètrics, i es remata amb un templet sobre columnes i una cúpula bulbosa.

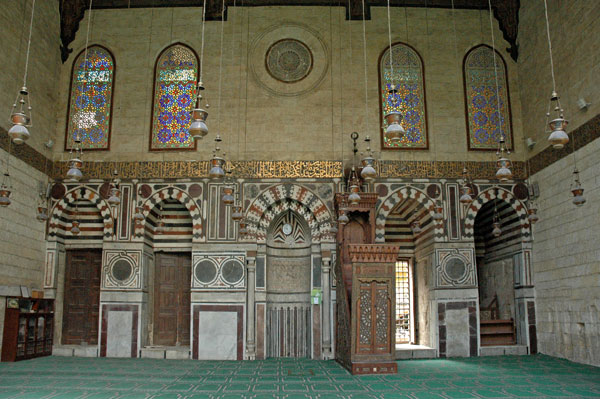
L'iwan principal
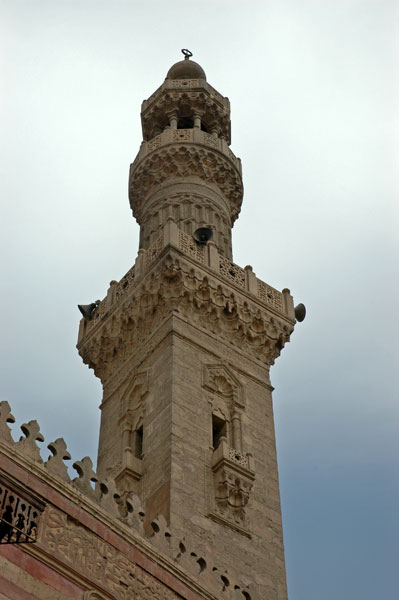
El minaret
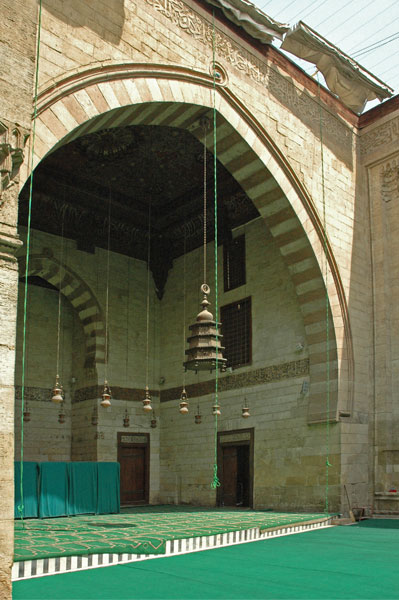
El pati de la madrassa i mesquita